# Jones megye (Texas)
Jones megye az Amerikai Egyesült Államokban, azon belül Texas államban található. Megyeszékhelye Anson, legnagyobb városa Abilene. Lakosainak száma 19 663 fő (2020. április 1.). Jones megye Haskell, Shackelford, Callahan, Taylor, Fisher, Stonewall és Nolan megyékkel határos.

## Népesség
A megye népességének változása:
| Lakosok száma | 20 267 | 20 269 | 19 905 | 19 859 | 19 970 | 19 663 |
|               | 2010   | 2011   | 2012   | 2013   | 2015   | 2020   |